# Celso Freitas
Celso Freitas (Criciúma, 18 de setembro de 1953) é um jornalista, locutor e apresentador brasileiro em atividade desde 1970. Foi apresentador titular do Jornal da Record (por 19 anos), Jornal Nacional, Fantástico, Globo Repórter, Domingo Espetacular e Repórter Record, os principais jornais e programas jornalísticos do horário nobre da TV Globo e da TV Record. Integrou as primeiras equipes dos canais GloboNews e Record News, do programa Domingo Espetacular, e participou dos primeiros anos do Jornal Nacional e da rádio CBN. Ele também é conhecido por sua voz forte e grave.

## Biografia

### Início no jornalismo local
Formou-se em jornalismo pela Faculdade de Comunicação Social Cásper Líbero. Iniciou sua carreira como estagiário, aos 16 anos, na rádio Eldorado de Criciúma, interpretando comerciais. Foi rádio escuta na Difusora e, posteriormente, passou pelas rádios Colon de Joinville, Diário da Manhã e Guarujá, em Florianópolis. Servindo na Polícia do Exército, em Brasília, chamou atenção pela sua voz ao ser entrevistado na Rádio Nacional e acabou contratado pela TV Globo Brasília. Antes de concluir o serviço militar, ele já apresentava a parte local do Jornal Nacional. Era o começo da profissionalização do telejornalismo brasileiro e Celso foi chefiado por Armando Nogueira e estagiário de Heron Domingues. Permaneceu em Brasília até 1976, quando foi transferido para a TV Globo São Paulo, apresentando os blocos locais do Jornal Nacional (depois, Jornal das Sete, embrião do SPTV) e do Jornal Hoje.

### Jornal Nacional, Fantástico e Globo Repórter

#### Dupla com Cid Moreira
Em 1983, sucedendo Sérgio Chapelin, passou a formar dupla com Cid Moreira no Jornal Nacional. Em uma década marcada por grandes transformações no mundo e no Brasil, Celso noticiou no JN acontecimentos como a descoberta e os desdobramentos da AIDS, o acidente nuclear de Chernobil (1986), a explosão da nave Challenger (1986), as Diretas Já, o fim da ditadura militar, a eleição, agonia e morte do presidente eleito Tancredo Neves, a redemocratização e a promulgação da Constituição.

#### Edições históricas do Fantástico
Em 1989, ele deixou a apresentação do Jornal Nacional para ser titular do Fantástico e do Globo Repórter, atrações que já tinha apresentado diversas vezes. Foi um período marcado por mudanças editoriais nos dois programas, que passaram a focar mais em problemas urbanos e às denúncias e investigações. No Fantástico, Celso dividiu a apresentação com diversos colegas, como Dóris Giesse, Carolina Ferraz, Paula Saldanha, William Bonner e Valéria Monteiro.
Em 1992, Fátima Bernardes e Sandra Annenberg passam a formar trio com Celso no Fantástico. No período em que apresentaram juntos, o programa mudou de formato, passou a usar mais recursos de computação gráfica, ganhou apresentação mais solta e, pela primeira vez, aboliu a bancada. Eles conduziram algumas das edições mais marcantes da história do Fantástico: do primeiro ouro olímpico do vôlei brasileiro (1992), da tragédia com Ayrton Senna em Ímola (1994), do tetra da Seleção Brasileira (1994) e do acidente fatal com os integrantes da banda Mamonas Assassinas (1996).
"A morte de Ayrton Senna abala o Brasil. O país perde um dos maiores ídolos da história do esporte", anunciou Celso em um dos flashes do Fantástico exibidos na tarde de 1º de maio de 1994. Naquele domingo, pela primeira vez, o Fantástico - que é preparado durante a semana, teve que ser totalmente refeito. Na abertura, Celso disse: "Assim, do jeito que sempre viveu, sem medo do perigo, a caminho de uma nova vitória, o tricampeão Ayrton Senna da Silva encontrou a morte aos 34 anos de idade".
Em 3 de março de 1996, Celso abriu o Fantástico anunciando: "O Brasil amanheceu mais triste hoje. Estão mortos todos os integrantes do irreverente grupo Mamonas Assassinas, o maior fenômeno da história recente da música brasileira".

#### Outros programas
Ele permaneceu na apresentação do Fantástico e do Globo Repórter até 1996, quando passou a integrar a equipe que inaugurou a GloboNews, o primeiro canal brasileiro exclusivamente de notícias, apresentando o Arquivo N e o Via Brasil, onde ficou por oito anos. Na TV Globo, apresentou o programa Você Decide entre 1998 e 1999. A partir de então, Celso passou a dividir com Cid Moreira a locução das aberturas e reportagens especiais do Fantástico, como nas coberturas da campanha do penta da Seleção Brasileira e da eleição de Lula como Presidente, em 2002. Também gravou alguns discos com trechos da Bíblia com Cid Moreira.
Na década de 1990, paralelamente à carreira de apresentador da TV Globo, Celso idealizou, produziu e apresentou programas como o Hipermídia, exibido pelo canal GNT, um dos primeiros a tratar de informática na TV brasileira. Outro programa idealizado por ele foi o Tribos e Trilhas, sobre turismo, em parceria com a repórter Neide Duarte, exibido na TV Cultura. Na mesma época, foi a "voz-padrão" da rádio CBN, dando voz para as aberturas, vinhetas e chamadas da emissora.

### Domingo Espetacular e Jornal da Record
Em 2004, Celso desligou-se da TV Globo depois de três décadas após aceitar convite da TV Record. Foi o primeiro grande nome de uma leva de profissionais da Globo contratados pela Record com o objetivo de implantar um padrão de qualidade na emissora e tirar audiência da concorrente. Domingo Espetacular, 'revista eletrônica' inspirada no Fantástico, estreou em 18 de abril com apresentação de Celso e Lorena Calábria e direção de Carlos Amorim.
Dois anos depois, ele deixou o Domingo Espetacular e passou a apresentar o Jornal da Record em 30 de janeiro de 2006, em substituição a Bóris Casoy. Ao longo de quase duas décadas à frente do principal telejornal da emissora, formou duplas com Adriana Araújo (2006-2009/2013-2020), Ana Paula Padrão (2009-2013) e Christina Lemos (2020-2025). Nesse período, o JR se consolidou como o segundo telejornal de rede com maior audiência no horário nobre no Brasil. No JR, Celso entrevistou presidentes brasileiros e seus adversários em eleições, e ancorou in loco na eleição e posse de Barack Obama (2008/2009) - o primeiro presidente negro dos Estados Unidos, e nos Jogos Pan-Americanos de 2007, no Rio de Janeiro.

#### Edições históricas do Jornal da Record
Na bancada do Jornal da Record, Celso foi a voz de edições marcantes, como dos ataques de facções criminosas em São Paulo (2006), dos acidentes com os aviões da Gol (2006), da TAM (2007) e da Chapecoense (2016), dos casos Eloá e Isabela Nardoni (2008), das enchentes em Santa Catarina (2008), da eleição (2009) e realização (2016) dos Jogos Olímpicos do Rio, da crise financeira mundial (2008), dos desastres naturais no Rio (2010), dos ataques violentos e a ocupação policial de favelas do Rio (2010), do massacre de Realengo (2011), do terremoto, tsunami e acidente nuclear no Japão (2011), do incêndio na boate Kiss (2013), da renúncia do papa Bento XVI e eleição de Francisco (2013), dos protestos de junho no Brasil (2013), da Operação Lava-Jato (2014-2021), do impeachment de Dilma Rousseff (2016), do primeiro ouro olímpico da Seleção Brasileira de Futebol (2016), da prisão de Luiz Inácio Lula da Silva (2018), do assassinato de Marielle Franco (2018), da greve dos caminhoneiros no Brasil (2018), das mortes dos amigos e colegas de emissora Marcelo Rezende (2017), Paulo Henrique Amorim (2019) e Gugu Liberato (2019), da ascensão e queda de Donald Trump e Jair Bolsonaro, dos ataques ao Capitólio dos Estados Unidos (2021) e às sedes dos Três Poderes do Brasil (2023), entre outras.

#### Pandemia de Covid-19
Nos primeiros meses de 2020, ele chegou a noticiar no Jornal da Record a disseminação de um "vírus misterioso"/"novo coronavírus" pela China, Europa e Estados Unidos, os primeiros casos e mortes no Brasil, até a decretação pela OMS da pandemia de Covid-19 em março, quando Celso foi afastado do trabalho por fazer parte do grupo de risco de pessoas com mais de 60 anos de idade. Ficou afastado da TV, mas trabalhou em home office para plataformas digitais da emissora. Em agosto de 2021, ele voltou definitivamente à bancada após tomar as duas doses da vacina.

#### Outros trabalhos no Grupo Record
Paralelamente ao Jornal da Record, apresenta desde 2020 o JR 15 minutos, podcast que aborda assuntos de forma aprofundada, com participação de um repórter e um especialista convidados. Em 2022, apresentou o podcast/videocast 100 Anos do Rádio no Brasil. Também já acumulou a função de apresentador do Jornal da Record com a do Repórter Record (2005-2008), do Entrevista Record - Bastidores da Notícia na Record News (2007-2012) e de especiais de fim de ano. Foi mediador de todos os debates presidenciais da Record desde 2006. Ele também comandou como mestre de cerimônia as inaugurações da Record News (2007) - primeiro canal de notícias da TV aberta brasileira, e do portal R7.com (2009).
Em 11 de março de 2025. a Record anunciou a saída de Celso da emissora após 21 anos. "Encerramos uma parceria profissional que ficará eternamente marcada com carinho e respeito na história da Record", disse a emissora. 

## Carreira

### Televisão
| Ano       | Título                        | Cargo        | Emissora           |
| --------- | ----------------------------- | ------------ | ------------------ |
| 1973–1976 | Jornal Nacional (bloco local) | Apresentador | TV Globo Brasília  |
| 1976–1979 | Jornal Nacional (bloco local) | Apresentador | TV Globo São Paulo |
| 1979–1983 | Jornal das Sete               | Apresentador | TV Globo São Paulo |
| 1983      | SPTV                          | Apresentador | TV Globo São Paulo |
| 1983      | Fantástico                    | Apresentador | TV Globo           |
| 1983–1989 | Jornal Nacional               | Apresentador | TV Globo           |
| 1989–1996 | Globo Repórter                | Apresentador | TV Globo           |
| 1989–1996 | Fantástico                    | Apresentador | TV Globo           |
| 1996–2004 | Via Brasil                    | Apresentador | GloboNews          |
| 1996–1999 | Arquivo N                     | Apresentador | GloboNews          |
| 1998–1999 | Você Decide                   | Apresentador | TV Globo           |
| 1999–2002 | Hipermídia                    | Apresentador | GNT                |
| 2004–2006 | Domingo Espetacular           | Apresentador | Record             |
| 2004–2008 | Repórter Record               | Apresentador | Record             |
| 2006–2025 | Jornal da Record              | Apresentador | Record             |
| 2007–2012 | Entrevista Record             | Apresentador | Record News        |

### Rádio
| Ano       | Emissora | Função     |
| --------- | -------- | ---------- |
| 1996–2004 | CBN      | Voz-padrão |

## Vida pessoal
É casado com a administradora Suely, mãe de sua filha Juliana. Ele também é pai de Marcelo, Renato e Luiz Celso, do primeiro casamento, quando ainda tinha 18 anos. O filho Marcelo Freitas faleceu em 20 de agosto de 2018, aos 45 anos, vítima de infarto.